# Die tiefen Flüsse
Die tiefen Flüsse (span. Los ríos profundos) ist ein Roman von José María Arguedas, der 1958 im Verlag Losada in Buenos Aires erschien. Das Werk trägt autobiographische Züge. Der Autor besuchte von 1924 bis 1925 in Abancay, dem Ort der Handlung, als Internatsschüler ein Colegio.

## Inhalt
Der Alte
Der Vater des 14-jährigen Ich-Erzählers Ernesto reitet als Anwalt von Kunde zu Kunde durch Peru. Eigentlich ist der Ritt des geliebten Vaters eine Flucht vor seinen Feinden. Auf dem Wege nach Abancay suchen Vater und Sohn den begüterten Verwandten Don Manuel Jesús in dessen Residenz in Cuzco auf. Ernestos Onkel Manuel besitzt vier Haciendas – unter anderem in Huayhuay, Parhuasi und in Sijllabamba. Dort schuften hunderte Colonos. Der geizige Onkel straft die beiden Verwandten mit Verachtung, indem er ihnen in seinem Haus ein schäbiges Zimmer zur Übernachtung anweist. Die beiden enttäuschten Reisenden nehmen somit bald den Weg über die Pampa von Anta, erreichen die Kordillere und schauen hinab in das Apurímac-Tal. In der indigenen-Sprache Quechua heißt Apurímac „der Gott, der spricht“.
Die Reisen
Der Weg nach Abancay führt durch entlegene Ortschaften. Eine davon ist die „bescheidenste Provinzhauptstadt“ Huancapi. Keiner aus der Oberschicht – ob nun Priester, Richter, Lehrer oder anderer Beamter – ist dort ein „Indio“.
Der Abschied
Als Ernesto vom Vater im Colegio in Abancay angemeldet wird und dort im Internat dieser katholischen Knabenschule nächtigen muss, wird ihm klar, der Vater wird weiterziehen. Der Vater will nach Chalhuanca reiten. Bald ist Ernesto allein „in einer Welt voller Ungeheuer... voll großer Flüsse, die mit herrlicher Stimme singen, wenn sie gegen die Steine und Inseln stoßen.“.
Die Hacienda
Ernesto kann den Lernstoff nicht behalten. Er trägt sich mit Fluchtgedanken. In der Nacht will er den Pachachaca überqueren und nach Chalhuanca gehen. Der Rektor Pater Linares gibt sich mit Ernesto und den übrigen Internen alle Mühe. Der fromme Mann, so erzählt Ernesto, weiß, was er will. Die Großgrundbesitzer lobt er als „Fundament des Vaterlandes“ und die Indianer auf den Haciendas ermahnt er, den Zwang zur demütigen Arbeit zu erdulden.
Brücke über die Welt
Die Schülerschar rekrutiert sich aus den unterschiedlichsten Bevölkerungsschichten. Während der listige Añuco der illegitime Sohn eines Grundbesitzers ist, kommt der kleine bescheidene Palacios aus einem indianischen Andendorf. Die Herkunft von Lleras – das ist der große, kräftige Beschützer Añucos – ist ungewiss. Beide Freunde prahlen, sie seien sonntags „bis hinauf zu den ersten Schneefeldern des Ampay“ gewandert. Die Wanderlust steckt an. Ernesto will den Internatszwang mit stundenlangen Märschen bis ans Ufer des Pachachaca abstreifen. Das Flusswasser „ist wie flüssiger, blauer Stahl, lächelnd,... feierlich und tief... unaufhaltsam und ewig.“
Zumbayllu
Eine Freundschaft bahnt sich an. Antero Samanez schenkt Ernesto einen selbstgebastelten Kreisel. Antero, Sohn eines Grundbesitzers aus dem Apurímac-Tal, ist zwei Schulklassen weiter als Ernesto. Wegen seines roten Haars wird Antero auch Candela – Feuer – genannt und wegen seiner Leberflecke Markask'a – der Gezeichnete. Frühmorgens, noch bevor die Glocke zum Aufstehen läutet, wenn Ernesto seinen Kreisel auf dem Schulhof tanzen lässt, ist es dem Jungen, als ob aus dessen vier großen Augen das Gesumm der Insekten aus den blühenden Bäumen ertönt.
Der Aufstand
Geführt von Doña Felipa dringen die Maisbierverkäuferinnen von Abancay gewaltsam in die städtische Salzverwaltung ein, rauben Salzsäcke und schenken den Colonos von Patibamba Salz. Ernesto schließt sich den aufständischen Mestizinnen – meistens Serviermädchen und Wirtinnen – an. Der Ich-Erzähler lässt sich von Antero nicht aus der Menge herauszerren. Der Freund marschiert kurzentschlossen unerschrocken mit. Andere Schulkameraden kneifen. Gendarmen – die Wachen der Salzverwaltung – schießen in die Luft. Die aufgebrachten Frauen bemächtigen sich der Gewehre. Vergeblich tritt der Pater Rektor den empörten Salzdiebinnen entgegen. Die Frauen kämpfen gegen eine Ungerechtigkeit. Das Salz wird in den Haciendas den Kühen verfüttert. Berittene Büttel aus der Hacienda dringen in die Hütten der Indianer ein und nehmen den Beschenkten das Salz weg.
Die tiefe Schlucht
In das Colegio zurückgekehrt, wird Ernesto vom Pater Rektor mit einer kleinen geflochtenen Peitsche geschlagen. Das ist die heilige Pflicht des Schulleiters. Ernesto ist geständig. Dafür bekommt er ein lateinisches Gebet, einen erträglichen Schlag ins Gesicht und sonntägliches Ausgehverbot.
Antero instruiert Ernesto über die magischen Eigenschaften des Kreisels. Über das Kreiselauge ist ein Dialog mit dem Spielzeug möglich. Hat der Kreisel begriffen, trägt er die Botschaft des Besitzers sonstwohin, zum Beispiel zu Ernestos Vater.
Während eines Ballspiels auf dem Gelände des Colegios hatte der Bruder Miguel, ein Afro-Peruaner, als amtierender Schiedsrichter dem Schüler Lleras ein Foul nachgewiesen. Lleras hatte die Demütigung nicht hinnehmen wollen und den Schiedsrichter einen „dreckigen Neger“ geschimpft. Die Beleidigung hatte Bruder Miguel auf der Stelle mit einem Faustschlag ins Gesicht blutig bestraft. Der unparteiische Pater Rektor schlichtet. Beide Kontrahenten müssen sich in ihre Unterkunft zurückziehen. Der darauf folgenden Aufforderung des Rektors, den Bruder um Verzeihung zu bitten, kommt Lleras nicht nach, sondern verlässt fluchtartig das Colegio auf Nimmerwiedersehn. Añuco entschuldigt sich für den Freund. Bruder Miguel verzeiht. Ernest schenkt Añuco den magischen Kreisel.
Die Brücke aus Stein
Truppen rücken von außerhalb an. Die ermutigten Gendarmen holen sich ihre Gewehre zurück. Nur Doña Felipa, mit zwei Gewehren bewaffnet, befindet sich auf der Flucht. Die Maisbierverkäuferinnen müssen in Abancay ihre Röcke heben und werden vom Militär ausgepeitscht. Die Delinquentinnen tragen keine Unterhosen. Die Ehemänner der Mestizinnen müssen zuschauen, werden darauf ein paar Tage eingesperrt und müssen sich nach ihrer Freilassung an der Reinigung der Stadt beteiligen. Die Geschichte der flüchtigen Doña Felipa wird nicht zu Ende erzählt. Die Bewaffnete wird von einer Streife der Guardia Civil verfolgt. Ein Soldat vermutet, die Aufrührerin wird erschossen werden.
Nach einem Streitgespräch zwischen Ernesto und Antero über die Bestrafung der leibeigenen „Indios“ auf den Haciendas der Weißen zerbricht die Freundschaft der beiden Jungen. Der zukünftige Großgrundbesitzer Antero meint, die Colonos müssten hin und wieder ausgepeitscht werden. Antero freundet sich mit dem jungen Gerardo – das ist der Sohn des Kommandeurs der in Abancay eingerückten Truppen – an.
Yawar mayu
Mit Jesús Warank’a Gabriel und dem Meister Oblitas lernt Ernesto in Abancay zwei freie Indianer kennen, die nicht an eine Hacienda gebunden sind. Der Junge unterhält sich mit den Wandermusikanten über sein Heimatdorf Chaupi in der Nähe von Huayrala. Nach dem öffentlichen Vortrag eines gewagten Liedes wird Meister Oblitas inhaftiert. Ernest erkundigt sich im Gefängnis nach dem Meister. Der Junge erreicht beim wachhabenden Polizisten nichts.
Die Colonos
Antero setzt Gerardo über Ernesto ins Bild. Der Kleine sei ein irrer Fremder.
Eine fiebrige, tödliche Epidemie – Ernesto vermutet die Pest oder den Typhus – grassiert in Abancay. Nachdem die schwachsinnige Marcelina, eine Küchenmagd im Colegio, der Krankheit erlegen ist, faltet Ernesto der Toten die Hände auf der Brust. Der Pater Rektor isoliert daraufhin den Jungen, sperrt ihn in die freigewordenen Zelle des Bruders Miguel. Einige Angehörige der Schüler hatten nach dem Vorfall mit Lleras durchgesetzt, dass der Afro-Peruaner das Colegio und die Stadt verlassen musste. Der Indianer Palacios wird von seinem Vater angesichts der Epidemie abgeholt. Bevor der Mitschüler geht, verabschiedet er sich von Ernesto und schiebt ihm zwei Münzen durch den Spalt unter der Zellentür. Die Goldstücke sind als Beihilfe für Ernestos Begräbnis gedacht. Der Eingesperrte hat aber gar kein Fieber. Ernesto will zu seinem Vater gehen. Der Pater Rektor telegraphiert und erhält die Antwort, Ernesto möge sich zu seinem Onkel Manuel durchschlagen. Es stellt sich heraus, Ernesto ist der letzte Schüler im Colegio. Marcelina ist längst beerdigt. Ernesto wird ihr Grab unter den zahlreichen Toten der Epidemie höchstwahrscheinlich gar nicht finden können. So hängt der Junge zum Abschied einen Feldblumenstrauß an die Tür von Marcelinas Sterbezimmer und macht sich auf den Weg.
Colonos drängen aus den umliegenden Haciendas in die Stadt.

## Form und Interpretation
Etliche poesievolle Textpassagen lassen aufhorchen. Da ist die Geschichte von dem magischen Kreisel und der immer einmal wiederkehrende Lobgesang auf die tiefen Flüsse, deren todbringender Wucht nur der erfahrene Schwimmer mit ein wenig Glück und Geschick entrinnen kann. Als Ernesto von Antero nach Condebamba mitgenommen wird, singen dort die Lerchen auf den Maulbeerbäumen. Der Ich-Erzähler bekennt: „...ihr Gesang war das, woraus ich gemacht bin...“ Überhaupt sind Musik und Gesang – im hinteren Textteil präsent auch durch den Harfenspieler Meister Oblitas aus einem Dorf in Curahuasi und den Sänger Jesús Warank’a Gabriel – zwei Konstituenten des Romans.
Der Text ist raffiniert gebaut. Zum Beispiel erzählt Ernesto zu Beginn von dem Besuch bei seinem geizigen Onkel in Cuzco, und am Romanende wird der Junge von Pater Rektor wiederum zu jenem Onkel geschickt. Der Leser erwartet die Wiederbegegnung, doch der Roman bricht zuvor ab. Die Lesererwartung wird auch noch in manch anderer Hinsicht enttäuscht. Die Freundschaft Ernestos zu Antero geht in die Brüche.
Arguedas gibt sich erzähltechnisch keine Blöße. So meint der Leser, als von der Verfolgung der flüchtigen Doña Felipa die Rede ist, der junge Ich-Erzähler sei auf einmal allwissend. Fehlanzeige – ein paar Seiten weiter hinten stellt Ernesto die Behauptungen als Gerede der Leute hin.
Bei allem oben angesprochenen Raffinement erscheint der Ich-Erzähler als naives Kind. Zum Beispiel weiß Ernesto nicht so recht einen Vorgang am Flussufer zu deuten, bei dem zwei junge Mädchen aus Abancay von zwei Offizieren „entehrt“ worden waren. Und als die Truppe abrückt, begreift der Erzähler nicht, warum hübsche junge Mädchen um Offiziere weinen. Fast über den ganzen Roman hinweg vergewaltigen pubertierende, meist ältere Mitschüler die schwachsinnige Küchenmagd Marcelina in der Nähe der Latrinen innerhalb des Colegio. Zwar schildert Ernesto die nächtlichen Vorgänge als widerliche Gewaltorgien, doch das Faktum muss sich der Leser selbst zusammenreimen.
Arguedas Roman vermittelt auch Aspekte aus der andinen Quechua-Tradition. Gleich mehrfach wird die Legende der von Arguedas selbst erforschten Legende vom Condenado – in der deutschen Übersetzung Verdammter – aufgegriffen, der verdammten Seele eines Menschen, der im Leben ein schreckliches Verbrechen, eine Todsünde begangen hat. Der katholische Priester verdammt die aufsässigen Chicheras (Maisbierverkäuferinnen), die Salzsäcke gestohlen und an die Peones von Patibamba verteilt hatten: „Diebstahl bringt Fluch über die Seele; wer stiehlt oder gestohlenes Gut empfängt, macht sich schuldig, er ist ein Verdammter, der keine Ruhe findet, der Ketten mit sich herumschleppt, der von den verschneiten Gipfeln herab in den Abgrund fällt, der wie ein verfluchter Esel aus den Schluchten auf die Berge steigt“. An anderer Stelle erzählt der aus den Höhen der Anden stammende Palacito von den Condenados: „Die Verdammten finden keine Ruhe. [...] Sie finden nicht einmal jemanden, der sie verbrennt. [...] Die Verdammten brennen wie Schweine, sie brüllen, sie schreien zitternd und bebend um Hilfe. [...] Aber wie viele Verdammte müssen ihre Strafe für immer erleiden!“

## Rezeption
- Rincón[22] kann sich dem Terminus „indianischer Entwicklungsroman“ einiger seiner Kritikerkollegen nicht anschließen, sondern favorisiert den kollektiven Helden Volk als Protagonisten.
- Gerhards[23] meint, Arguedas habe ein positives Zerrbild des „Indio“ gezeichnet – schon, weil der Ich-Erzähler eine Figur am Rande der „Indiowelt“ sei. Seine Tiefe beziehe der Text aus dem „mutmaßenden und erinnernden Grübeln“ Ernestos.

### Verwendete Ausgabe
- Die tiefen Flüsse. Roman. Aus dem Spanischen von Susanne Heintz. Mit einem Nachwort von Carlos Rincón. Worterklärungen am Schluß des Bandes. Verlag Volk und Welt, Berlin 1972 (Lizenzgeber: Kiepenheuer & Witsch, Köln 1972). 375 Seiten, Leinen, ohne ISBN

### Sekundärliteratur
- Ernst Gerhards: Das Bild des Indio in der peruanischen Literatur. Mythos und Mystifikation der indianischen Welt bei José María Arguedas. Diss. FU Berlin (FB Neuere Fremdsprachliche Philologien) am 2. Februar 1972, Universitätsdruckerei FU Berlin, Berlin, Kelchstraße 41, 272 Seiten, Broschur, ohne ISBN